# 佩爾紹茲瓦尼夫卡 (扎波羅熱州)
48°1′4″N 35°30′48″E / 48.01778°N 35.51333°E
佩爾紹茲瓦尼夫卡（烏克蘭語：Першозванівка）是位於烏克蘭東南部的村莊，由扎波羅熱州扎波羅熱区的巴甫利夫斯凱市鎮負責管轄。該村距離舍夫琴科韋1公里，始建於1770年，面積0.597平方公里。